# Rothesay Open 2023 - Doppio maschile
Jonny O'Mara e Ken Skupski erano i detentori del titolo ma solo O'Mara ha deciso di difendere il titolo in coppia con Liam Broady.
In finale Jacob Fearnley e Johannus Monday hanno sconfitto Liam Broady e Jonny O'Mara con il punteggio di 6–3, 6(6)–7, [10–7].

## Teste di serie
1. André Göransson /  Ben McLachlan (primo turno)
2. Yuki Bhambri /  Saketh Myneni (quarti di finale)

1. Robert Galloway /  John-Patrick Smith (semifinale)
2. Julian Cash /  Luke Johnson (quarti di finale)

## Wildcard
1. Jacob Fearnley /  Johannus Monday (campioni)

1. Toby Samuel /  Connor Thomson (semifinale)

## Ranking protetto
1. Denis Kudla /  Jiří Veselý (ritirati)

## Alternate
1. Arthur Cazaux /  Laurent Lokoli (primo turno)

1. Mattia Bellucci /  Bu Yunchaokete (primo turno)

## Tabellone

### Legenda
| - Q = Qualificato - WC = Wild card - LL = Lucky loser | - ALT = Alternate - SE = Special Exempt - PR = Protected Ranking | - w/o = Walkover - r = Ritirato - d = Squalificato |

|  | Primo turno | Primo turno                 | Primo turno                 | Primo turno | Primo turno |  |  | Quarti di finale | Quarti di finale            | Quarti di finale            | Quarti di finale     | Quarti di finale |   |      | Semifinali | Semifinali                     | Semifinali | Semifinali               | Semifinali |    |     | Finale | Finale | Finale | Finale | Finale |  |
|  |             |                             |                             |             |             |  |  |                  |                             |                             |                      |                  |   |      |            |                                |            |                          |            |    |     |        |        |        |        |        |  |
|  | 1           | A Göransson B McLachlan     | A Göransson B McLachlan     | 4           | 63          |  |  |                  |                             |                             |                      |                  |   |      |            |                                |            |                          |            |    |     |        |        |        |        |        |  |
|  | WC          | J Fearnley J Monday         | J Fearnley J Monday         | 6           | 7           |  |  | WC               | J Fearnley J Monday         | J Fearnley J Monday         | 7                    | 6                |   |      |            |                                |            |                          |            |    |     |        |        |        |        |        |  |
|  | Alt         | A Cazaux L Lokoli           | A Cazaux L Lokoli           | 65          | 3           |  |  |                  | A Chandrasekar VS Prashanth | A Chandrasekar VS Prashanth | 64                   | 3                |   |      |            |                                |            |                          |            |    |     |        |        |        |        |        |  |
|  |             | A Chandrasekar VS Prashanth | A Chandrasekar VS Prashanth | 7           | 6           |  |  |                  |                             |                             |                      |                  |   |      | WC         | J Fearnley J Monday            | 2          | 6                        | [10]       |    |     |        |        |        |        |        |  |
|  | 3           | R Galloway J-P Smith        | R Galloway J-P Smith        | 6           | 6           |  |  |                  |                             | 3                           | R Galloway J-P Smith | 6                | 4 | [8]  |            |                                |            |                          |            |    |     |        |        |        |        |        |  |
|  |             | E Couacaud A Harris         | E Couacaud A Harris         | 0           | 3           |  |  | 3                | R Galloway J-P Smith        | R Galloway J-P Smith        | 7                    | 714              |   |      |            |                                |            |                          |            |    |     |        |        |        |        |        |  |
|  |             | T Arribagé L Sanchez        | 6                           | 7           | [10]        |  |  |                  | T Arribagé L Sanchez        | T Arribagé L Sanchez        | 63                   | 612              |   |      |            |                                |            |                          |            |    |     |        |        |        |        |        |  |
|  |             | N Borges A Kovacevic        | 78                          | 5           | [2]         |  |  |                  |                             |                             |                      |                  |   |      | WC         | Jacob Fearnley Johannus Monday | 6          | 6                        | [10]       |    |     |        |        |        |        |        |  |
|  |             | P Raja D Sharan             | P Raja D Sharan             | 3           | 2           |  |  |                  |                             |                             |                      |                  |   |      |            |                                |            | Liam Broady Jonny O'Mara | 3          | 78 | [7] |        |        |        |        |        |  |
|  | WC          | T Samuel C Thomson          | T Samuel C Thomson          | 6           | 6           |  |  | WC               | T Samuel C Thomson          | 6                           | 68                   | [10]             |   |      |            |                                |            |                          |            |    |     |        |        |        |        |        |  |
|  | Alt         | M Bellucci Y Bu             | M Bellucci Y Bu             | 62          | 62          |  |  | 4                | J Cash L Johnson            | 3                           | 710                  | [8]              |   |      |            |                                |            |                          |            |    |     |        |        |        |        |        |  |
|  | 4           | J Cash L Johnson            | J Cash L Johnson            | 7           | 7           |  |  |                  |                             |                             |                      |                  |   |      | WC         | T Samuel C Thomson             | 711        | 5                        | [3]        |    |     |        |        |        |        |        |  |
|  |             | L Broady J O'Mara           | L Broady J O'Mara           | 6           | 6           |  |  |                  |                             |                             | L Broady J O'Mara    | 69               | 7 | [10] |            |                                |            |                          |            |    |     |        |        |        |        |        |  |
|  |             | S Balaji A-u-H Qureshi      | S Balaji A-u-H Qureshi      | 4           | 4           |  |  |                  | L Broady J O'Mara           | L Broady J O'Mara           | 6                    | 6                |   |      |            |                                |            |                          |            |    |     |        |        |        |        |        |  |
|  |             | Y-h Hsu L Saville           | 78                          | 1           | [5]         |  |  | 2                | Y Bhambri S Myneni          | Y Bhambri S Myneni          | 1                    | 4                |   |      |            |                                |            |                          |            |    |     |        |        |        |        |        |  |
|  | 2           | Y Bhambri S Myneni          | 6                           | 6           | [10]        |  |  |                  |                             |                             |                      |                  |   |      |            |                                |            |                          |            |    |     |        |        |        |        |        |  |